# Re (Vestfold)
 For alternative betydninger, se Re. (Se også artikler, som begynder med Re)
Re er en tidligere kommune i Viken fylke i Norge, med Revetal som centrum. Den har et areal på 225 km², og en befolkning på 9.361  indbyggere (2016). Den grænser i nord til Hof og Holmestrand, i øst til Horten, i syd til Tønsberg og Stokke, og i vest til Andebu og Lardal.

## Historie
Re kommune blev oprettet 1. januar 2002 da de to kommunene Våle og Ramnes blev lagt sammen.
Re var det bedst kendte stednavn i den nye kommune, og derfor blev det valgt som kommunenavn. Slaget på Re (1177) omtales i Snorri Sturlusons saga Heimskringla. Den afsluttes med en skildring af slaget på Re mellem kong Magnus Erlingsson og birkebeinerkongen Øystein Møyla. Området hvor slaget stod antages at ligge mellem kirken og præstegården i Ramnes.
I forbindelse med regeringen Solbergs kommunereform vedtog Stortinget 8. juni 2017 at Tønsberg og Re kommuner lægges sammen fra 1. januar 2020 med navnet Tønsberg Kommune.

## Kendte personer fra Re
- Lene Nystrøm (1973–), popsanger fra Ramnes (sanger i Aqua)